# Риго-Парк
Ри́го-Парк (англ. Rego Park) — район (neighborhood) в центральной части Куинса — крупнейшего боро Нью-Йорка, США. Стоимость проживания в Риго-Парке выше на 25,20 %, чем в среднем по США.
Риго-Парк плотно заселен иммигрантами, в основном выходцами из бывших среднеазиатских республик (бухарские евреи).
Русскоязычные иммигранты из Узбекистана, Таджикистана, Казахстана и Грузии живут в относительной изоляции от других русскоязычных общин Нью-Йорка, таких, как Брайтон-Бич в Бруклине. В Риго-Парке есть свои синагоги, рестораны и магазины, где обслуживание ведется на русском вперемешку с еврейско-бухарским языком.

## Население
Согласно данным переписи населения США 2010 года, численность населения Риго-Парка составляло 28 тысяч 260 человек. В переписи не были учтены иммигранты и мигранты из других стран. Если считать население района вместе с мигрантами и иммигрантами, то население Риго-Парка превышает 70 тысяч человек.
Согласно той же переписи, 46,2 % (13 068) населения составляют так называемые белые. 31,7 % (8 966) населения составляют азиаты, 16,6 % испаноговорящие латиноамериканцы, 2,5 % (698) населения составляют афроамериканцы, 0,1 % коренные американцы (индейцы), и примерно 2,6 % представители других рас и национальностей, метисов.
Риго-Парк известен большим количеством иммигрантов и мигрантов. Больше половины постоянного населения района родились за пределами США. Наиболее распространенные места рождения жителей, родившихся за пределами США:
- Страны Южной (Бангладеш, Индия, Пакистан) и Центральной Азии (в основном из Афганистана, Таджикистана и Узбекистана) — около 21 %
- Россия (РСФСР) — более 14 %
- Китай, за исключением Гонконга и Тайваня — около 8 %
- Страны Латинской Америки — более 5 %
- Южная Корея — около 4 %
- Украина и Белоруссия — 3 %
- Иран — более 1 %